# Liga de Béisbol Profesional de la República Dominicana 2005-06
La temporada de la Liga Dominicana de Béisbol Profesional 2005-2006 fue la 52.ª edición de este campeonato. La temporada regular comenzó el 19 de octubre de 2005 y finalizó el 23 de diciembre de 2005. El Todos contra Todos o Round Robin inició el 26 de diciembre de 2005 y finalizó el 16 de enero de 2006. La Serie Final se llevó a cabo, iniciando el 19 de enero y concluyendo el 25 de enero de 2006, cuando los Tigres del Licey se coronaron campeones de la liga sobre las Águilas Cibaeñas.